# Říční koryto

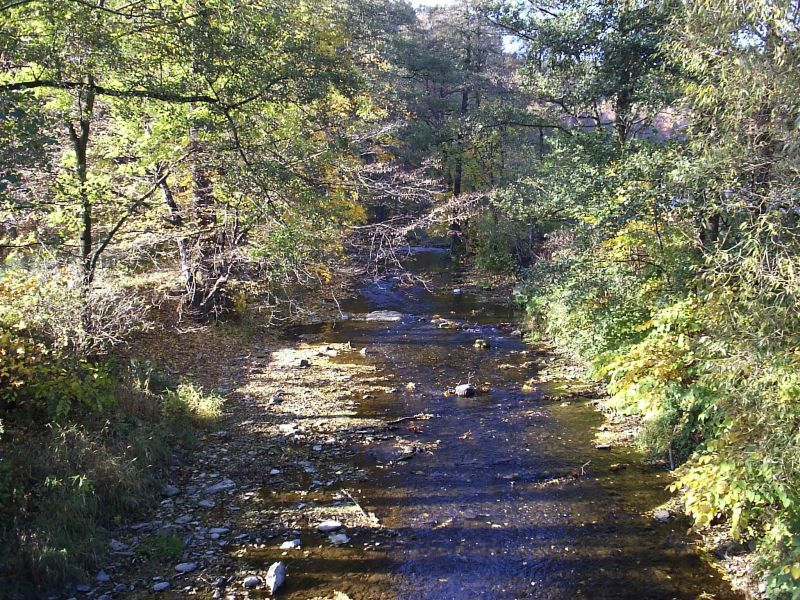
Říční koryto řeky Bystřice

Říční koryto (též řečiště) ohraničuje vodní tok. Proudí jím voda z vyšších poloh do nižších. Díky erozní síle vody dochází k postupnému zahlubování do podloží.
Říční koryto vytváří říční údolí, které může být poměrně mělké s nízkými okraji jako například Labe v dolní části toku, ale také může tvořit soutěsky se strmými okraji, které se mohou vypínat až několik set metrů - hovoříme o kaňonech. Nejznámějším příkladem je Grand Canyon v USA. Tyto příkré svahy jsou typické nejčastěji pro horní části toku, kde má koryto velký spád a voda značnou erozní sílu.
Říční koryto je obvykle tvořeno dnem a postranními břehy.
Říční koryto může obsahovat celoročně tekoucí vodu, jako například naprostá většina českých řek, ale může také být pouze dočasné, kdy se naplní například jen v období dešťů (známá suchá koryta jsou vádí na Sahaře či creeky v USA nebo Austrálii).
Říční koryto je často uměle upravováno, aby voda protékala místy, kudy si to člověk přeje. Další formou úpravy je zpevňování, či navyšování břehů, které má zabránit rozlévání vodního toku či zabránění nebo minimalizaci dopadu povodní.